# ヘヴン (小説)
『ヘヴン』は、川上未映子による日本の小説。

## 概要
作者初の長編小説。いじめを題材にし善悪の根源を問う作品。講談社の『群像』2009年8月号に掲載された。単行本刊行の際に加筆されている。
本作の刊行に当たって、川上が師と仰ぐ哲学者・永井均との対談が青山ブックセンターで行われた。永井によると、本作はそれぞれ「友情の問題」「倫理の問題」「宗教の問題」を抱える三者を軸に物語が進むと学術的に分析している。
平成21年度芸術選奨新人賞、第20回紫式部文学賞受賞作。
2022年、ブッカー国際賞にノミネートされたが、受賞は逃した。

## あらすじ
斜視が原因でクラスメイトたちからいじめの標的にされている「僕」はある日、『わたしたちは仲間です』と書かれた手紙を受け取る。差出人は、同じクラスの女子たちからいじめを受けているコジマだった。
それ以来、2人の秘密の通信が始まり、「僕」はコジマの言葉を支えに感じ始め、少しずつ友情を育んでいく。

## 登場人物
僕
14歳。斜視を理由に「ロンパリ」と呼ばれ、クラスの男子たちから日常的に暴力的ないじめを受けている。
コジマ
「僕」と同じクラスの女子。家が貧乏で、容姿が「不潔」という理由から、女子たちにいじめられている。
二ノ宮（にのみや）
クラスの中心的存在で、「僕」をいじめるリーダー格。「僕」と同じ小学校出身。
百瀬（ももせ）
「僕」と同じクラスの男子。二ノ宮と一緒に「僕」をいじめる一員。